# 刘潜 (明朝)
刘潜，號念先，四川叙州府荣昌县籍富顺县人，明朝政治人物。同进士出身。

## 生平
天啓四年（1624年）甲子科舉人，崇禎四年（1631年）辛未科進士。礼部观政，授江西婺源县知县，崇禎六年（1633年）接替麦而炫任上海县知县一职，1635年由王大宪接任。